# 马洛·古斯托
馬路·亞瑟·古斯度（法語：Malo Arthur Gusto；2003年5月19日—）是一名法國職業足球員，司職右閘，現時效力英超球隊車路士，並代表法國參加國際比賽。

## 早年生活
古斯度出生於里昂大都會的代西讷-沙尔皮约，並在伊澤爾省的维勒枫丹長大。他的父親是葡萄牙裔法國人，而母親來自法國海外省馬提尼克。儘管他的父親在古斯度年幼時曾讓他參與欖球運動，但古斯度最終選擇了踢足球。

## 球會生涯

### 里昂
古斯度在出生地球會AS维勒枫丹（法語：AS Villefontaine）開始足球生涯。他在2015年轉投法甲球會里昂的衛星球隊布爾關雅略，並在一年後正式加入里昂的青訓學院，效力球會的U14梯隊。
在2020–21賽季首半季，古斯度主要效力里昂的預備隊，出戰法國全國乙組聯賽。他亦多次入選里昂一隊的比賽名單，但並未上陣。他在2020年12月與里昂簽下個人首份職業合約，合約為期兩年半。
2021年1月24日，古斯度在對陣聖伊天的法甲比賽中上演地標戰，他在比賽第90分鐘後備入替，協助球隊以5–0勝出隆河-阿爾卑斯德比。
2021年6月，里昂與古斯度續約至2024年夏天。里昂在2021年的夏天轉會窗有多位閘位球員離隊，令古斯度成為排在後的第二右閘。同年8月7日，古斯度在對陣比斯特的聯賽揭幕戰中首次為球隊正選上陣。儘管他在該賽季只是球隊的後備右閘，但他仍多次在重要比賽中正選上陣，包括在歐霸盃中協助球隊作客以2–0擊敗格拉斯哥流浪。

### 車路士
2023年1月29日，英超球會車路士宣布簽入古斯度，他簽下一紙為期七年半的合約，轉會費為3000萬歐元，另加500萬歐元獎金，古斯度將被外借回里昂至季尾。同年8月13日，他在對陣利物浦的聯賽揭幕戰中上演地標戰，他在比賽第75分鐘後備入替域斯·占士，協助球隊以1–1賽和對手。9月24日，他在對陣阿士東維拉的比賽中因一次對的攔截而被球證以紅牌驅，是他職業生涯的首面紅牌。

## 國家隊生涯
古斯度曾代表法國各級青年代表隊。他在2021年8月與里昂隊友一同入選法國U19，參與在斯洛文尼亚舉行的友誼賽賽事。他在該賽期的三場比賽中參與了球隊每一分鐘的比賽，並在對陣俄羅斯的比賽中擔任隊長。一個月後，他與切爾基一同被提拔到U21梯隊，並雙雙在對陣烏克蘭的U21歐洲國家盃外圍賽中上演地標戰，協助球隊以5–0大勝對手。
2023年10月9日，古斯度首次獲法國隊徵召，取代因傷退隊的，參與對陣荷蘭的歐國盃外圍賽，以及對陣蘇格蘭的熱身賽。同月13日，他在對陣荷蘭的比賽中上演國家隊地標戰，於比賽第80分鐘後備上陣，協助球隊以2–1勝出，並取得出線決賽週的資格。

## 生涯統計

### 球會
最後更新：2024年5月19日
| 效力球會 | 球季     | 聯賽     | 聯賽 | 聯賽 | 國家盃賽 | 國家盃賽 | 聯賽盃賽 | 聯賽盃賽 | 洲際比賽 | 洲際比賽 | 其他 | 其他 | 總計 | 總計 |
| 效力球會 | 球季     | 聯賽     | 上陣 | 入球 | 上陣     | 入球     | 上陣     | 入球     | 上陣     | 入球     | 上陣 | 入球 | 上陣 | 入球 |
| -------- | -------- | -------- | ---- | ---- | -------- | -------- | -------- | -------- | -------- | -------- | ---- | ---- | ---- | ---- |
| 里昂二隊 | 2020–21  | 法全國乙 | 7    | 0    | —        | —        | —        | —        | —        | —        | —    | —    | 7    | 0    |
| 里昂二隊 | 2021–22  | 法全國乙 | 1    | 1    | —        | —        | —        | —        | —        | —        | —    | —    | 1    | 1    |
| 里昂二隊 | 總計     | 總計     | 8    | 1    | —        | —        | —        | —        | —        | —        | —    | —    | 8    | 1    |
| 里昂     | 2020–21  | 法甲     | 2    | 0    | 0        | 0        | —        | —        | —        | —        | —    | —    | 2    | 0    |
| 里昂     | 2021–22  | 法甲     | 30   | 0    | 0        | 0        | —        | —        | 7        | 0        | —    | —    | 37   | 0    |
| 里昂     | 2022–23  | 法甲     | 21   | 0    | 1        | 0        | —        | —        | —        | —        | —    | —    | 22   | 0    |
| 里昂     | 總計     | 總計     | 53   | 0    | 1        | 0        | —        | —        | 7        | 0        | —    | —    | 61   | 0    |
| 車路士   | 2023–24  | 英超     | 27   | 0    | 5        | 0        | 5        | 0        | —        | —        | —    | —    | 37   | 0    |
| 生涯總計 | 生涯總計 | 生涯總計 | 88   | 1    | 6        | 0        | 5        | 0        | 7        | 0        | 0    | 0    | 106  | 1    |

1. ↑  於歐霸盃賽事上陣。

### 國家隊
最後更新：2023年10月13日
| 代表國家隊 | 年份 | 上陣 | 入球 |
| ---------- | ---- | ---- | ---- |
| 法國       | 2023 | 1    | 0    |
| 總計       | 總計 | 1    | 0    |

## 荣誉

### 俱乐部
切尔西
- 欧洲协会联赛：2024–25
- 国际足联俱乐部世界杯：2025

## 外部連結
- Profile （页面存档备份，存于） at the Chelsea F.C. website
- 上的马洛·古斯托（法語）